# عمارة الشنتو
| مَصَّى | فانوس حجري | بوابة كرامون |

| طريق المزار | المبنى الرئيسي | زخارف السقف |

عمارة الشنتو هي أسلوب البناء الخاص بمزارات اليابان التابعة لدين شنتو.
قبل دخول البوذية، كانت المزارات الشنتوية مبانٍ بسيطة ومؤقتة. بعد دخول البوذية ظهرت فكرة المزار الدائم، وأضيفت عناصر جديدة مثل الشرفات، والفوانيس الحجرية، والبوابات المزخرفة.
المزار الشنتوي يتكوّن من عدة مبانٍ، أهمها:
- 本殿 (هونْدن) – المبنى الرئيسي، وفيه يقيم الـ 神 (كامي) أي الإله أو الروح المقدسة.
- 幣殿 (هييدن) – قاعة القرابين، حيث توضع الهدايا وتُقرأ الصلوات.
- 拝殿 (هايدن) – قاعة العبادة المفتوحة للناس.

عادةً يُحاط المزار بسياج مقدس 玉垣 (تاماگاكي)، ويُدخل إليه عبر طريق参道 (ساندو) ينتهي ببوابة 鳥居 (توريي) وهي رمز المزار.

## المزارات الأولى
منذ فترة يايوي (500 ق.م – 300 م)، كانت الجبال والصخور والشلالات والغابات والأنهار أماكن مقدسة للأرواح التي تقطن الطبيعة. تميز بسياج خفيف او ثقيل وبوابة دون قاعات.

## عناصر المزار
1. 鳥居 (توريي) – بوابة الدخول للمكان المقدس.
2. 参道 (ساندو) – الطريق المؤدي للمزار.
3. 手水舎 (تِمِزُويا) – حوض غسل اليدين والفم.
4. 石灯籠 (إيشيدور) – فانوس حجري.
5. 狛犬 (كوماينو) – تماثيل الكلاب-الأسود الحارسة.
6. 拝殿 (هايدن) – قاعة العبادة.
7. 本殿 (هونْدن) – القاعة الرئيسية للـروح المقدسة 神 (كامي).
8. 玉垣 (تاماگاكي) – السياج المقدس.
9. زخارف السقف: 千木 (تشيگي)، و鰹木 (كاتسوأوگي).

## التقاليد الدينية
قبل إصلاحات مييجي، كان المعبد البوذي والمزار الشنتوي موجودين معًا في مجمع واحد 寺社 (جِيشا). بعد الفصل الرسمي، بقيت بعض العادات مشتركة.